# Lyon (krater)
Lyon är en nedslagskrater med en diameter på ungefär 12 kilometer, på planeten Venus. Lyon har fått sitt namn efter den amerikanska skolledare Mary Lyon.